# 15e division de mitrailleuses et d'artillerie
Pour les articles homonymes, voir 15e division.
« 113e brigade de fusiliers (2e formation) » redirige ici. Pour les unités homonymes, voir 113e brigade.
La 15e division de mitrailleuses et d'artillerie (russe : 15-я пулемётно-артиллерийская дивизия) est une unité militaire de l'Armée de terre soviétique au début de la guerre froide, stationnée dans l'oblast de Sakhaline. Elle est mise sur pied en 1948 à partir de la 113e brigade de fusiliers de la Seconde Guerre mondiale, engagée dans la guerre soviéto-japonaise de 1945.

## Historique

### Formation et attente
La deuxième formation de la 113e brigade de fusiliers a lieu en septembre 1942 au sein du front d'Extrême-Orient, auquel la brigade est directement subordonnée,. Durant le mois d'octobre 1943, la brigade rejoint le 87e corps de fusiliers de la 1re armée du front,,. En février 1945, la brigade repasse sous le commandement direct du front. Fin juillet, elle rejoint la 16e armée du front d'Extrême-Orient (puis du 2e front d'Extrême-Orient). La brigade est alors positionnée dans la région de Sovetskaïa Gavan.

### Guerre contre le Japon

Carte (en russe) de l'invasion de Sakhaline.

Sous le commandement de son colonel, Isidor Z. Zakharov, la brigade est chargée de mener, en collaboration avec le 365e bataillon d'infanterie de marine et la flottille du Pacifique du Nord (en), un débarquement sur l'île Sakhaline.
Le 16 août 1945, le 2e bataillon de la brigade débarque à Toro (aujourd'hui Chakhtiorsk) en 2e vague, après le 365e bataillon. Débarqué à 18 h 50, le 2e bataillon atteint le village de Iama-Sigai (aujourd'hui Olkhovka (ru)) à 22 h en progressant par Taihai (Oudarnoïé (ru)). Un assaut combiné permet le lendemain matin de prendre Iama-Sigai bien que le bataillon ne parvienne pas à empêcher la retraite des défenseurs japonais (deux compagnies). Continuant, les forces soviétiques font leur jonction avec d'autres unités débarquées et prennent Esutoru (Ouglegorsk) à 10 h 30.
Regroupée, la brigade lance le 19 août un assaut sur Maoka (aujourd'hui Kholmsk), à nouveau avec le 365e bataillon. Dans un épais brouillard et sous les tirs japonais, les Soviétiques débarquent peu après 7 h 30. Le port de Maoka est pris en 40 minutes, le reste de la ville est dégagée dans la journée. Le lendemain, la brigade poursuit vers l'est le long de la voie ferrée vers Otomari (Korsakov). Un détachement aéroporté soviétique prend l'aérodrome de Konotoro (Kostromskoïé (ru)) dans la nuit du 22 au 23 et permet à la brigade de s'emparer de la bourgade voisine de Futomata avant de continuer leurs assauts. Un compte-rendu soviétique rapporte que la brigade perd 219 tués et 680 blessés les 22 et 23 face aux Japonais. Le 24 au matin, les unités de tête de la brigade atteignent la lisière d'Otomari tandis que trois bataillons d'infanterie de marine débarquent dans la ville depuis la mer. Encerclés, les 3 600 défenseurs d'Otomari capitulent sans combattre à 10 h 0.
Le 1er septembre, de petites unités de la brigade sont débarquées par la flottille du Nord Pacifique à Kounachir et à Chikotan. La brigade libère ensuite, entre le 3 et le 5, la totalité des îles Kouriles du Sud.

### Après 1945
Après la capitulation du Japon, la brigade reçoit le titre honorifique Сахалинская (Sakhalinskaïa). Contrairement à la plupart des brigades de fusiliers soviétiques, la 113e brigade n'est pas dissoute mais reste à Kounachir (avec un bataillon à Chikotan), au sein du 56e corps de fusiliers du district militaire d'Extrême-Orient jusqu'en 1946. Elle passe vers 1947 au 85e corps de fusiliers.
En juin 1948, la 113e brigade est transformée en 15e division de mitrailleuses et d'artillerie (ru). Elle est dissoute en 1953.